# Малобыкова
Малобыкова — деревня в Вагайском районе Тюменской области России, входит в состав Супринского сельского поселения.

## География
Расположена на берегу озера Изюк. Автобусное сообщение. 

## Население
| 2010 |
| ---- |
| 0    |